# Retail Operating Company
Die Retail Operating Company Deutschland GmbH (ROC) ist ein hundertprozentiges Tochterunternehmen der Echo Tankstellen GmbH mit Hauptsitz in Hamburg.
Die ROC wurde im Jahr 2005 durch die Esso Deutschland GmbH gegründet. Im Zuge des Verkaufs des Tankstellennetzes der Esso Deutschland GmbH an die EG Group im Jahr 2018 wurde dieses Tochterunternehmen an die Echo Tankstellen GmbH verkauft. Das Unternehmen betreibt in Deutschland rund 200 Tankstellen unter der Marke Esso, die von angestellten Stationsleitern geführt werden. Vertreten ist sie in Bayern, Baden-Württemberg, Hessen, Nordrhein-Westfalen, Rheinland-Pfalz und im Saarland.